# 扁山市社
扁山市社（越南语：／），又译碧山市社，是越南清化省下辖的一個市社。原为河中县属社，1977年脱离河中，并于1981年建立市社，由清化省直辖，扁山也是越南主要的水泥工业基地之一。

## 地理
扁山市社北邻宁平省三叠市，东接河中县和宁平省安谟县，南和西接河中县，距离省蒞清化市34公里:299。乾江等河流自西向东流经市域。

## 历史
1977年6月29日，扁山市镇从河中县析出，由清化省人民委员会直接管辖。1981年12月18日，扁山市镇與河中县河中农场市镇、光中社、河兰社2社合并，组建扁山市社。1983年9月29日，扁山市镇和河中农场市镇裁撤并组建巴亭坊、蓝山坊和玉掉坊。
1991年2月7日，巴亭坊析置北山坊。2002年4月11日，蓝山坊析置东山坊。2009年12月8日，光中社析置富山坊。
2015年5月29日，扁山市社被评定为三级城市。
2019年10月16日，河兰社并入东山坊。

## 行政区划
扁山市社下辖6坊1社，市社人民委员会位于巴亭坊。
- 巴亭坊（Phường Ba Đình）
- 北山坊（Phường Bắc Sơn）
- 东山坊（Phường Đông Sơn）
- 蓝山坊（Phường Lam Sơn）
- 玉掉坊（Phường Ngọc Trạo）
- 富山坊（Phường Phú Sơn）
- 光中社（Xã Quang Trung）

## 经济
扁山市社为清化省主要的工业城市之一，境内的扁山水泥厂也是越南主要的水泥工厂之一，在越南战争后兴建，1994年，该工厂将生产工艺由湿法改为干法生产，生产能力大幅提升，有专线铁路与南北铁路相连接，除此之外，扁山也是越南重要的凤梨产区:300-301。